# MARC (formátum)

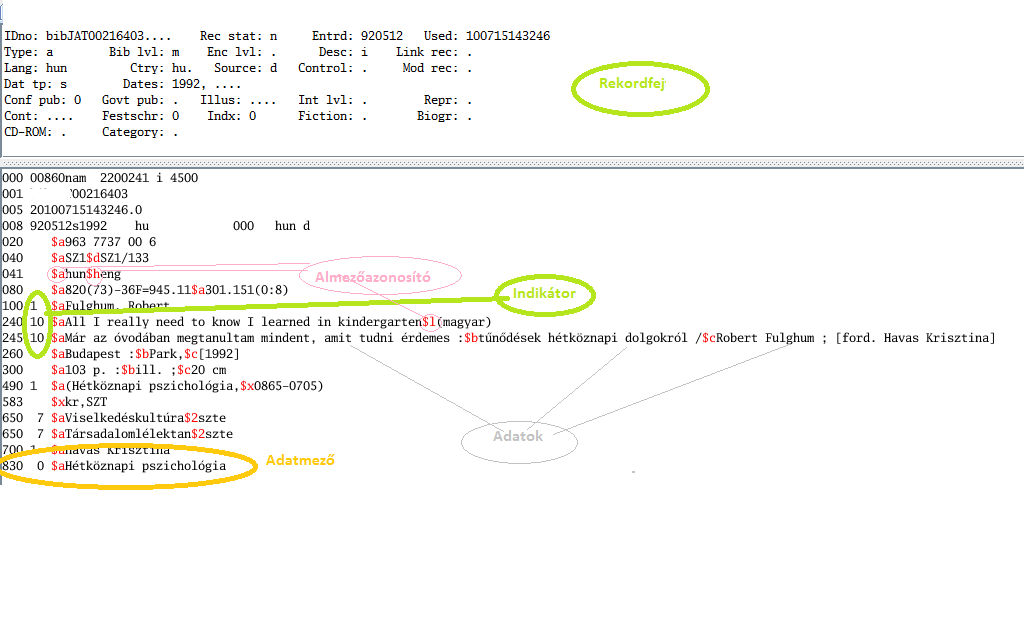
A MARC formátum összetevői

A MARC (MAchine Readable Cataloging; magyarul: géppel olvasható katalogizálás) a könyvtárakban és a nemzeti bibliográfiai központokban általában alkalmazott adatcsere-formátum. Megjelenése szorosan összefügg a szabványosítási törekvésekkel.
A számítógép terjedésének következtében szükségessé vált a könyvtárakban, hogy a számítógép kezelni tudja a bibliográfiai adatokat, ezért szabványos kódokat rendeltek hozzájuk. A gépi katalogizálásban a bibliográfiai leírás elkészítésének, a besorolási adatok kiválasztásának és egységesítésének folyamata összeolvad az adatoknak a bibliográfiai adatcsere-formátum előírásainak megfelelő kódolásával. Ennek során a katalogizáló a gondos elemzés alapján minősített adatelemeket, adatokat a csereformátum megfelelő adatmezőiben rögzíti, a gépi rendszer pedig gondoskodik a kódolásnak megfelelő adatfeldolgozásról, az indexállományok felépítéséről, a bibliográfiai tételek megjelenítéséről.

## A MARC formátum történeti háttere
Az 1960-as évek elején a Kongresszusi Könyvtár fejlesztette ki az első MARC formátumot. Az Egyesült Államokban végzett fejlesztést közvetlenül követte Nagy-Britannia.
A munka eredményeként két formátum jött létre:
- LCMARC (későbbi nevén USMARC)
- UKMARC

A többi nemzeti MARC formátum ezeknek a mintájára készült el.
1970-es évekre jellemző a különböző nemzeti formátumok kialakulása pl.: ANNAMARC (Olaszország), IBERMARC (Spanyolország), DANMARC (Dánia), KATMARC (Katalónia).
1973-ban a Német Szövetségi Köztársaság saját formátumot adott közre. Ez a formátum a MAB (Maschinefles Austauschformat für Bibliotheken) volt. A MAB legfőbb jellemzője, hogy fejlesztői létrehozták a különböző szintű bibliográfiai leírási rekordok – a többkötetes monográfiák, a monográfiák és analitikus leírásai – rekordjainak kapcsolására szolgáló eszközöket. Ez azért volt szükséges, mert a német nemzeti katalogizálási szabályzat (RAK = Regeln für die alphabetische Katalogisierung) előírja, hogy e sajátos bibliográfiai körülmények között többlépcsős bibliográfiai leírásokat kell alkalmazni. A MAB formátum kapcsolás technikája – mely a többlépcsős leírás bibliográfiai feltétel szükségességét felismerő határozott európai gyakorlatra támaszkodik – nagy hatással volt az UNIMARC formátum fejlesztésére.
A legelső nemzetközi MARC formátumnak az 1975-ben megjelent INTERMARC (International MARC) formátum tekinthető. Kifejlesztője a nyugat-európai könyvtárak képviselőinek egy csoportja.
1977 - az UNIMARC formátum első kiadása, mely erősen hatott a nemzeti formátumok kialakulására.
1982-ben jelent meg először, és 1992-ben vált ISO szabvánnyá a Z39.50 szabványkészlet, mely a MARC formátum és az ezzel dolgozó integrált könyvtári rendszerek szerves része.
1994 - HUNMARC magyar nemzeti MARC szabvány megjelenése.
A következő nagy változást az Internet megjelenése jelentette.

## A MARC formátum szerkezete
Három szintből áll, melyek mindegyikének alkalmazása magas fokú szabványosítást igényel.

### A formátum struktúrája
Mindegyik MARC formátum az ISO 2709 szabvány alkalmazásának speciális formája, mely szabvány meghatározza a bibliográfiai adatokat tartalmazó rekordok szerkezetét.
Következetes alkalmazásával különböző formátumok között, lényegében egyértelmű konverzió lehetséges; lehetővé teszi a géppel olvasható bibliográfiai adatok cseréjét.
E szabvány szerint minden cserére szánt bibliográfiai rekordnak tartalmaznia kell:
- rekordfejet, amely a rekord szerkezetével kapcsolatos
- mutatót, melynek egy-egy eleme három részből áll: a mező hívójelét, az illető mezőben található karakterek számát és a mező induló (első) karakterének a rekordon belüli pozícióját tartalmazza
- változó hosszúságú adatmezőket. Ezek indikátorokat, almező-azonosítókat és adatokat tartalmaznak.

### A tartalmi azonosító kódok
A mezők hívójelei, az indikátorok és az almező-azonosítók.

### A formátumok közötti híd
A CCF és az SGML
A formátum két jellemzőjét úgy lehet összefoglalni, hogy 
- a formátum nem kötődik katalogizálási szabályokhoz
- a CCF rekord struktúráját az ISO 2709:1983 szabvány legfrissebb kiadása határozza meg.

## Nemzeti szabványok

### HUNMARC
A HUNMARC bibliográfiai rekordok adatcsere-formátuma, magyar szabványalkalmazás, (OSZK 1994; ISBN 963 200 344 6). A nemzeti MARC formátumok rendszeréhez csatlakozva, az MSZ ISO 2709 Információ és dokumentáció Információs csereformátum című szabvány által megadott keretekben határozza meg a bibliográfiai adatok tartalmi jelölőit, és egyéb jellemzőit. Az adatcserében részt vevő adatok közlésmódjára a magyar könyvtári szabványok, valamint könyvtári és szakirodalmi tájékoztatási szabályzatok előírásai az irányadók.
A HUNMARC formátum kialakításakor figyelembe vették a Magyar Nemzeti Bibliográfiai Könyvek Adatbázisa számítógépes rendszerben alkalmazott MAMARC formátum sajátosságait, valamint a nemzetközi szolgáltatásokban elérhető UNIMARC vagy USMARC alapú nemzeti MARC formátumok gyakorlatát.
A HUNMARC formátum, ill. egyes elemei az adatcsere mellett a bibliográfiai adatok beviteli és a bibliográfiai tételek megjelenítési formátumaként is alkalmazható.

#### A HUNMARC formátum  elemei
3 elemből áll: rekordszerkezet; tartalomjelölők, adattartalom.
1. rekordszerkezet: a bibliográfiai rekord alkotó részeinek elrendezésére vonatkozó „MSZ ISO 2709 Információ és dokumentáció. Információs csereformátum” szabvány alkalmazása
2. tartalomjelölők: meghatározza a HUNMARC bibliográfiai rekord adatelemeit azonosító hívójeleket, indikátorokat  és almezőazonosítókat, illetve ezek értékeit, valamint a kódok értékét és jelentéstartalmát.
3. az adattartalom három fő részből áll:

- A rekordfej a HUNMARC rekord első mezője, a bibliográfiai rekordnak az elején található, állandó hosszúságú, 24 karakterpozícióból áll. A rekordnak a feldolgozására vonatkozó információkat tartalmazó része. Ezek az információk számok vagy kódértékek, melyeket relatív karakterpozíciójuk azonosít.
- A mutató a rekord valamennyi adatmezőjének a hívójeléből, az adatmező hosszából és kezdőkarakterének pozíciójából álló tételek összessége. Minden egyes mutatótétel 12 karakter hosszúságú. A mutatótételek a hívójelek növekvő sorrendjében következnek. Azonos hívójelű ismétlődő mezők esetén a kezdőkarakter pozíciójának növekvő sorrendje szerint rendezettek. A mutató mezőhatárjel karakterrel (hex1E) végződik.
- Adatmezők a HUNMARC bibliográfiai rekordban a bibliográfiai adatokat tartalmazó mezők, melyek mindegyikét egy 3 számjegyből álló, a mutató tételében elhelyezkedő hívójel azonosít. Minden adatmező mezőhatárjel karakterrel végződik.

#### Az adatmező típusai
Tájékoztató adatmezők (00x): a gépi adatfeldolgozáshoz szükséges adatokat tüntetik fel bennük. Nem tartalmaznak sem indikátort, sem almezőazonosítót. Állhatnak egyetlen elemből, vagy adatelemek sokaságából kódolt értékek formájában.
Bibliográfiai adatmezők: a mutatóban hívójelével azonosított minden bibliográfiai adatmező 2 indikátorpozíciót tartalmaz az adatmező elején, melyet közvetlenül követ egy 2 karakteres almezőazonosító. Az almezőazonosító első karaktere hex 1F, második karaktere a latin abc kis- vagy nagybetűje, vagy arab számjegy. A bibliográfiai adatmezők mindig tartalmaznak legalább egy – rendszerint $a – almezőt, de előfordul több, meghatározott azonosítójú, esetenként ismétlődő almező is egy bibliográfiai adatmezőn belül.

#### Kötelező mezők
Minden HUNMARC bibliográfiai rekordban szerepelnie kell a következő mezőknek:
- 001 Rekordazonosító
- 005 A rekorddal való utolsó művelet dátuma és ideje
- 008 Meghatározott jellemzők és információs adatok
- 040 A leírás forrása

#### Bibliográfiai adatmezők
Néhány egyéb mezőhívójel:
- 020 ISBN
- 022 ISSN
- 080 Egyetemes Tizedes Osztályozás
- 100 Személynév - főtétel
- 110 Testületi név - főtétel
- 130 Egységesített cím - főtétel
- 245 Cím és szerzőségi közlés
- 250 Kiadás
- 260 Megjelenés
- 300 Terjedelem
- 650 Tárgyszó

## Nemzetközi szabványok

### UNIMARC
A nemzeti könyvtárak igazgatóinak konferenciája tervbe vette a Nemzetközi MARC Hálózat kialakítását, mert az eltérő nemzeti MARC formátumok gyakran inkompatibilisek voltak egymással. A munkák irányát meghatározó tervtanulmányokat Stephen Green (British Library) és R. M. Duchesne (Kanadai Nemzeti Könyvtár) dolgozta ki. R. M. Duchesne már 1971-ben felvetette egy valóban nemzetközi kommunikációs formátumnak a gondolatát, mely a nemzeti változatok szuper halmaza volt.
1977-ben a következő szabványosítási javaslatokat tették:
- leíró adatok ISBD-alapú szabályozása,
- tárgyköri adatok szabályozása,
- a nemzeti központok közötti kommunikációs hálózat, a bibliográfiai adatcsere, a rekordtulajdonságok politikájának szabályozása
- együttműködésben végzett tervezés és fejlesztés az egyes országokban létrehozott, regionális MARC hálózati csoportok, valamint az International MARC Network Tanácsadó Bizottsága, az IFLA-testületek, az ISO, az UNESCO, az ISDS Központ és minden más, a szabványosításban érintett intézmény részvételével.

A javaslatok egyik eredménye az IFLA International MARC Network Committee létrehozása volt, amely a fejlesztések nemzetközi koordinátoraként működik. 
1977-ben jelent meg az UNIMARC első kiadása, második kiadása pedig 1980-ban. Az UNIMARC Handbookot 1983-ban adták ki. Az 1987-es átdolgozott kiadása – az UNIMARC Manual – tartalmazza az ISBD legújabb kiadásaiban található változásokat, így ez tekinthető az UNIMARC formátum harmadik kiadásának.
A formátum elsődleges célja az volt, hogy megkönnyítse a nemzeti bibliográfiai központok között a géppel olvasható bibliográfiai adatok cseréjét.

#### A formátum főbb jellemzői
- a formátum független a katalogizálási szabályzatoktól, az UNIMARC formátumcsalád az egyes nemzeti MARC formátumokhoz képest általánosabb szintű struktúrát határoz meg
- nem ír elő, illetve nem feltételez különleges katalogizálási szabályokat
- a szakterület nemzetközi szakérzői együttesen tervezték
- IFLA-szabvány, ezért az IFLA által javasolt szabványokat és irányelveket alkalmazza
- IFLA-formátum, ezért az IFLA biztosítja annak szakértői szintű fenntartását és továbbfejlesztését
- integrált formátum, vagyis különböző könyvtári anyagok esetében használható
- lehetőséget biztosít a nem latin írás és a többnyelvű rekordok kezelésére
- biztosítja a rekordkapcsolás mechanizmusát
- nemzetközi szintű csereformátum, így minden azt alkalmazó intézmény közvetlenül átveheti az adatokat más országok intézményeiből

#### UNIMARC/Authorities
1991-ben megjelent az UNIMARC/Authorities (egységes besorolási adatok formátuma). Ez a formátum az IFLA Working Group on an International Authority System (Egységes Besorolási Adatok Nemzetközi Munkacsoportja) ajánlásait tartalmazó, 1984-ben kiadott Guidelines for Authority and Reference Entries alapjaira épül. Az UNIMARC/Authorities besorolási, utaló- és általános, magyarázatos utaló-tételek mezőinek hívójeleit határozza meg és kiegészíti az UNIMARC Manualban definiált, a bibliográfiai adatok közlésének szerkezetét, tartalmi azonosítóit, kódolási rendszerét és kapcsolási technikáját szabályozó formátumot. Az UNIMARC besorolási formátum alapja a tulajdonnév elemekkel foglalkozó Guidelines for Authority and Reference Entries (GARE, 1984; 2. kiad.: Guidelines for Authority Records and References, GARR, 2001), valamint a tartalomfeltárást célzó besorolási adatokat ismertető Guidelines for Subject Authority and Reference Entries (GSARE, 1993). A két útmutató meghatározza a besorolási rekordok (authority record) és az utalótételek (reference record) adatelemeit.
1990-es években az Európai Közösségben lévő könyvtárak projektjeik adatcseréjéhez már az UNIMARC-ot vették figyelembe szabványos csereformátumként. (Ilyen projekt volt pl.: az EROMM, European Register of Microform Masters; Consortium of European Research Libraries-nek a régi nyomtatványok számbavételére irányuló projektje).

##### Az authorities formátum alapjai
Kiterjed a rekordtípusokra és azok fizikai szerkezetére, az adatelemek kezeléséhez szükséges tartalomjelölőkre és a bibliográfiai feldolgozás szabványos adattartalmi elemeire.

##### Az authorities formátum felépítése
Az UNIMARC besorolási adatok formátuma a MARC formátumok rendszeréhez tartozik. Tartalmazza a szokásos összetevőket: rekordfejet, mutatót, adatmezőket, indikátorokat, almezőazonosítókat,  adatelemeket. 
A formátum adatmezői funkcionális szempontból adatcsoportokat képeznek, amelyeket a kézikönyv külön listáz.